# SS Pontic
SS Pontic foi uma embarcação auxiliar da White Star Line, utilizado para transportar bagagens aos transatlânticos. Ele foi vendido em 1919, mas permaneceu como navio-auxiliar. Em 1925 ele foi vendido novamente, sendo abandonado e desmontado em 1930.

## Construção
Pontic foi construído por Harland and Wolff, em Belfast. Ele possuía apenas 45,85 metros de comprimento, com uma largura de 7 metros e profundidade de 3 metros. Pontic foi construído com um motor a vapor de expansão tripla, com cilindros de 13 polegadas (33 cm) e 34 polegadas (86 cm) de diâmetro. Sua velocidade era de 8 nós (15 km/h).

## História
O navio foi lançado no dia 3 de fevereiro de 1894, a partir do estaleiro Harland and Wolff em Belfast. Ele foi entregue no dia 13 de abril daquele ano. Seu porto de registro foi em Liverpool, Lancashire.
No dia 9 de outubro de 1919, Pontic foi vendido para Rea Towing Co Ltd, em Liverpool. Ele permaneceu como navio-auxiliar, e no dia 25 de janeiro de 1935 foi vendido novamente para a John Donaldson's Beardmore Steam Ship Co Ltd, sendo utilizado como transportador de collier e areia. Pontic foi desmontado em uma empresa de desmanche no ano de 1930.